# Lynchia omnisetosa
Lynchia omnisetosa är en tvåvingeart som beskrevs av Maa 1969. Lynchia omnisetosa ingår i släktet Lynchia och familjen lusflugor. Inga underarter finns listade i Catalogue of Life.